# Vụ bỏ rơi và sát hại gia đình Tiết
Vụ án bỏ rơi và sát hại gia đình Tiết liên quan đến việc bỏ rơi một bé gái ba tuổi, Qian Xun Xue còn được gọi là Clare Xue, tại Nhà ga Southern Cross ở Melbourne, Úc, vụ sát hại mẹ của đứa bé, Anan (Annie) Liu, tại Auckland, New Zealand, và cuộc tìm kiếm và sau đó bắt giữ người cha của cô bé, Nai Yin (Michael) Xue, tại Hoa Kỳ.
Vụ án thu hút sự chú ý rộng rãi của giới truyền thông ở cả Úc và New Zealand. Nó cũng được quan tâm tại Hoa Kỳ sau khi được đề cao trong một tình tiết của chương trình truyền hình America's Most Wanted.
Ngày 28 tháng 2 năm 2008, Nai Yin Xue bị bắt tại Atlanta, Georgia, Hoa Kỳ. Ông bị trục xuất sang New Zealand, và bị kết án tội sát hại người vợ vào tháng 6 năm 2009 trong vụ án gây ra cuộc săn lùng khắp thế giới.

## Vụ án lúc đầu
Bà Anan Liu, 28 tuổi, bị sát hại vào tháng 9 năm 2007. Ông Xue gốc Trung Hoa trốn qua California, Hoa Kỳ, để lại con gái 3 tuổi tại một trạm xe lửa ở thành phố Melbourne, Úc sau khi bà Anan thiệt mạng. Bé gái này, Qian Xun Xue, sau đó được tìm thấy đứng khóc ở trạm xe lửa. Cô bé được mang biệt danh "Pumpkin" vì nhãn hiệu của bộ quần áo mặc trên người. Tám ngày sau khi Xue bỏ trốn, cảnh sát tìm thấy thi thể trần truồng của Liu trong thùng xe của Xue với một chiếc cà vạt thắt quanh cổ. Công tố viện nói rằng bà ta đã bị siết cổ tới chết.

## Săn lùng
Giới chức Hoa Kỳ khởi sự cuộc săn lùng ông Xue và ông ta bị bắt gần năm tháng sau đó, vào tháng 2 năm 2008 bởi một nhóm sáu người Mỹ gốc Hoa gần Atlanta, tiểu bang Georgia, sau khi họ đọc báo và nhận diện ông này. Ông Xue, khi đó 55 tuổi, một người giỏi võ và cũng là chủ một tờ báo ở Auckland, tờ Chinese Times, bị dẫn độ về New Zealand ngày 9 tháng 3 năm 2008 để ra tòa về vụ giết người. Ông ta có thể lãnh bản án tù chung thân.

## Tuyên án
Vào thứ bảy, ngày 20 tháng 6 năm 2009, Nai Yin Xue, 55 tuổi, bị kết tội giết vợ 28 tuổi. Ông phản đối, nói rằng mình vô tội, gào lớn, "tôi vô tội, tôi vô tội!" và giơ nắm đấm lên sau khi quan tòa ra lệnh cho cảnh sát bắt giam ông ta chờ ngày tuyên án vào ngày 31 tháng 7 trong phiên tòa đại hình ở Auckland. Một số người trong bồi thẩm đoàn gồm toàn phụ nữ chảy nước mắt khi bản án được tuyên đọc.
Luật sư bào chữa cho bị cáo, Chris Comeskey, nói với bồi thẩm đoàn là ông Xue không giết bà Liu, nhưng bà có thể đã chết bất ngờ vì một hành động tình dục có dùng chiếc cà vạt. Ông Xue không biết là vợ mình chết khi ông bay sang Melbourne, theo lời luật sư. Luật Sư Comeskey nói rằng ông Xue rất đau khổ khi bị kết án.

## Lưu ký
Lên tiếng bên ngoài tòa sau khi có quyết định của bồi thẩm đoàn, thám tử Simon Scott nói rằng bé gái Qian Xun Xue sau đó sống "vui vẻ, khỏe mạnh và đang lớn lên" với bà ngoại ở Trung Quốc.